# المنذري
زكي الدين أبو محمد عبد العظيم بن عبد القوي بن عبد الله بن سلامة بن سعد المنذري (581 - 656 هـ / 1185 - 1258 م) هو محدث ومؤرخ وعالم بالعربية، الشامي الأصل، المصري مولدًا الشافعي مذهبًا. الملقب اختصارًا بـ "المنذري"، أحد أبرز علماء الحديث النبوي عبر التاريخ. ولد يوم الأحد 1 شعبان 581 هـ الموافق 27 أكتوبر 1185 م، وتوفي يوم السبت 4 ذو القعدة 656 هـ الموافق 2 نوفمبر 1258 م بدار الحديث الكاملية بمصر، ودفن بالقرافة.

## مؤلفاته
- الترغيب والترهيب.
- مختصر صحيح مسلم.
- مختصر سنن أبي داود.[3]
- التكملة لوفيات النقلة.[4]
- أجوبة على أسئلة في الجرح والتعديل تحقيق الشيخ عبد الفتاح أبو غدة طبع في دار البشائر.